# Маньяк-полицейский 2
«Манья́к-полице́йский 2» (англ. Maniac Cop 2) — американский фильм ужасов 1990 года режиссёра Уильяма Лустига по сценарию Ларри Коэна.

## Сюжет
Пробитый трубой и утонувший в море в конце первого фильма Метт Корделл непостижимым образом возвращается к жизни одержимый местью. И снова на улицах Нью-Йорка гибнут люди, а напуганные свидетели сообщают об огромном полицейском с изуродованным лицом. Героиня первого фильма офицер Тереза Маллори после гибели своего напарника Джека Фореста считает, что Метт Корделл не умер в тюрьме, куда его загнали продажные начальники. Но ей никто не верит, кроме инспектора Шона Маккини. А тем временем Корделл встречает убийцу и насильника Таркела, на совести которого несколько убитых молодых девушек. С его помощью Корделл пытается вернуться в тюрьму Син-Син, чтобы свести счёты со своими убийцами.

## В ролях
- Роберт Дави — детектив Шон Маккини
- Клаудия Кристиан — Сьюзан Райли
- Майкл Лернер — Эдвард Дойль
- Брюс Кэмпбелл — Джек Форрест
- Лорен Лэндон — Тереза Мэллори
- Роберт З’Дар — Мэтт Корделл
- Кларенс Вильямс третий — Блюм
- Лео Росси — Туркелл
- Лу Бонаки — детектив Ловеджой
- Пола Трики — Шерил
- Чарлз Напьер — Лью Брэди
- Сантос Моралес — Клерк
- Роберт Ирл Джонс — Гарри
- Эндрю Хилл Ньюмэн — гражданин
- Анжель Салазар — офицер
- Винсент Руссо — шофёр такси
- Бэрри Брэннер — медицинский ревизор
- Бо Дитл — камео[4]
- Дэнни Трехо — бандит в камере[5]
- Сэм Рэйми — диктор[6]

## Релиз
Фильм вышел в США сразу на видео. Blue Underground дали ограниченный прокат фильму в Соединённых Штатах в октябре 2013 года, после чего 19 ноября 2013 года он был выпущен на Blu-ray и DVD.
Этот фильм является первым в ряду, который MPAA оценила рейтингом «R», из-за насилия. Причём часть сцен пришлось вырезать, особенно резню в отделении полиции, которая появляется полностью в фильме «Маньяк-полицейский 3» (который был также первоначально оценён NC-17). 